# Вандерхам, Джоанна
Джоанна Вандерхам (англ. Joanna Vanderham; род. 18 октября 1991, Перт, Перт-энд-Кинросс) — шотландская актриса театра, кино и телевидения.

## Биография
Джоанна Рози Ле Ван дер Хам родилась 18 октября 1991 года в городе Перт (Шотландия), росла в деревне Скун (там она окончила среднюю школу) и городе Данди, где окончила старшую школу. Отец — Том, нидерландский бизнесмен; мать зовут Джилл (род. 1954), она довольно известная учёная, работающая в области сосудистой медицины. Родители развелись, когда Джоанна была ещё ребёнком; у неё есть две сестры и брат.
После завершения учёбы в старшей школе Джоанна уехала на другой конец страны, в город Кардифф, где окончила Королевский Уэльский колледж музыки и драмы.
В 2011 году Вандерхам впервые появилась на телеэкранах — в мини-сериале «Беглянка». Её дебютная роль оказалась настолько успешной, что за неё она была номинирована на Международную премию «Эмми» в категории «Лучшая актриса», однако награды не получила. В 2012 году Вандерхам первый раз снялась в кинофильме — это был «Развод в большом городе». По состоянию на конец 2023 года Джоанна Вандерхам появилась в примерно 25 фильмах и сериалах, преимущественно снимается для телевидения.
По состоянию на ноябрь 2021 года актриса живёт в Хакни (Восточный Лондон).

## Награды и номинации
- 2012 — Международная премия «Эмми»[англ.] в категории «Лучшая актриса» за роль в мини-сериале «Беглянка[англ.]» — номинация.
- 2016 — Премия Иэна Чарльсона[англ.] за роль в постановке «Ричард III» — номинация.

## Фильмография

### Широкий экран
- 2012 — Развод в большом городе / What Maisie Knew — Марго, няня
- 2014 — Блэквуд[англ.] / Blackwood — Джессика
- 2015 — Отелло / RSC Live: Othello — Дездемона

### Телевидение
- 2011 — Беглянка[англ.] / The Runaway — Кэти (в 6 эпизодах)
- 2011 — Юный Джеймс Хэрриот[англ.] / Young James Herriot — Дженни Мьюрхэд (в 3 эпизодах)
- 2012 — Вне подозрений[англ.] / Above Suspicion — Аманда Делани (в 3 эпизодах)
- 2012—2013 — Дамское счастье / The Paradise — Денайс Ловетт (в 16 эпизодах)
- 2013 — Танцы на грани[англ.] / Dancing on the Edge — Памела (в 6 эпизодах)
- 2013 — Мисс Марпл Агаты Кристи / Agatha Christie’s Marple — Элли (в эпизоде Endless Night)
- 2015 — Изгнанники / Banished — Китти МакВити (в 7 эпизодах)
- 2015 — Посредник[англ.] / The Go-Between — Мэриан Модсли в молодости
- 2016 — Ричард III / Richard III — леди Энн
- 2016 — Один из нас[англ.] / One of Us — Клэр Эллиот (в 4 эпизодах)
- 2017 — Мужчина в оранжевой рубашке[англ.] / Man in an Orange Shirt — Флора Толбот
- 2019—2020 — Воин / Warrior — Пенелопа Блейк (в 20 эпизодах)
- 2020 — Легенды завтрашнего дня / Legends of Tomorrow — Атропос (в 5 эпизодах)
- 2021—2022 — Преступление / Crime — детектив-сержант Аманда Драммонд (в 12 эпизодах)
- 2022 — Комната управления[англ.] / The Control Room — Сэм (в 3 эпизодах)
- 2025 — Outrageous — Диана Митфорд